# Ángel Ballesteros
Ángel Ballesteros Gallardo (Gálvez, Toledo, 1940) es un poeta e historiador español, afincado en Talavera de la Reina, licenciado en Filosofía y Letras, miembro de la Real Academia de Bellas Artes y Ciencias Históricas de Toledo.

## Biografía
Nacido en Gálvez (Toledo), estudió filosofía y letras y realizó sus primeras investigaciones en Barcelona. En el año 1975 se traslada a Talavera de la Reina donde comienza una importante labor como investigador de las fiestas de las Mondas y otros temas relacionados con la historia de la ciudad. Así mismo colabora en el periódico La Voz de Talavera. En 1983 fue nombrado consejero numerario del Instituto Provincial de Investigaciones y Estudios Toledanos como historiador.
Fundador del Seminario de datos históricos sobre Talavera y su Comarca,  director de la colección «P. Juan de Mariana». Profesor universitario en la Universidad Nacional de Educación a Distancia.
Sus obras poéticas más importantes son Precipitada sangre (1970), No sabe la muerte que se llama muerte (1974), Cómo tuvo la sangre ilusiones (1982) e Igualada derrota (1985).
Como historiador, sus obras más importantes son Las Mondas de Talavera de la Reina, historia de una tradición (1980) o Talavera de la Reina, Ciudad de la Cerámica (1978), una apasionada guía de la ciudad por la que recibió el premio Everest.
Como autor teatral sobresale su obra homenaje a los Hermanos Maristas, asesinados en Bugobe, Cosecha Enamorada (1998).
Profesor de latín, griego, historia y literatura en el Colegio Santa María del Prado de los Hermanos Maristas.